# Кампюзан
Кампюза́н (фр. Campuzan, окс. Campudan) — коммуна во Франции, находится в регионе Юг — Пиренеи. Департамент — Верхние Пиренеи. Входит в состав кантона Кастельно-Маньоак. Округ коммуны — Тарб.
Код INSEE коммуны — 65126.

## География
Коммуна расположена приблизительно в 640 км к югу от Парижа, в 90 км юго-западнее Тулузы, в 30 км к востоку от Тарба.
На северо-западе коммуны расположено озеро Пюидаррьё (фр. Puydarrieux).

## Климат
Климат умеренно-океанический с солнечной тёплой погодой и обильными осадками на протяжении практически всего года.

## Население
Население коммуны на 2010 год составляло 153 человека.
| 1962 | 1968 | 1975 | 1982 | 1990 | 1999 | 2010 |
| ---- | ---- | ---- | ---- | ---- | ---- | ---- |
| 211  | 203  | 207  | 197  | 164  | 163  | 153  |

## Администрация
| Период | Период | Фамилия       | Партия | Примечания |
| ------ | ------ | ------------- | ------ | ---------- |
| 1977   | 2008   | Мишель Дюбоск |        |            |
| 2008   | 2020   | Ги Фонтан     |        |            |

## Экономика
В 2010 году среди 80 человек трудоспособного возраста (15-64 лет) 64 были экономически активными, 16 — неактивными (показатель активности — 80,0 %, в 1999 году было 66,7 %). Из 64 активных жителей работали 61 человек (30 мужчин и 31 женщина), безработных было 3 (1 мужчина и 2 женщины). Среди 16 неактивных 6 человек были учениками или студентами, 8 — пенсионерами, 2 были неактивными по другим причинам.